# Antitrichia
Antitrichia là một chi rêu trong họ Leucodontaceae.